# تونالیسم

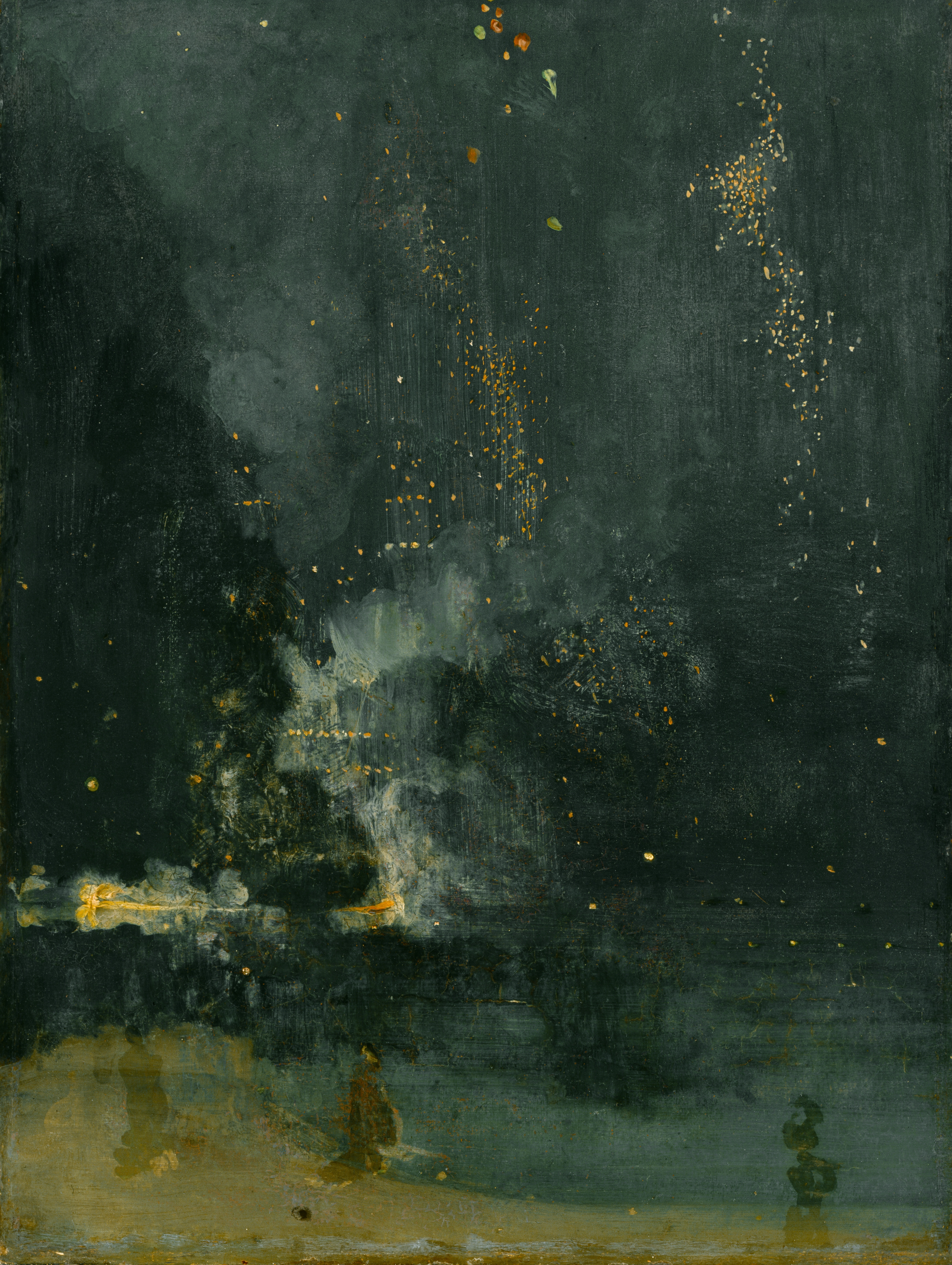
شبانه سیاه و طلایی، سقوط موشک، اثر جیمز مک‌نیل ویسلر به‌سال ۱۸۷۵ میلادی است. این تابلو در سبک تونالیسم خلق شده‌است.

رنگمایه‌گری یا تونالیسم (به انگلیسی: Tonalism) یک سبک نقاشی است که ریشه در مکتب فرانسوی باربیزون دارد و نخستین‌بار در دههٔ ۱۸۸۰ میلادی توسط گروهی از نقاشان آمریکایی سبک دریافتگری پایه‌ریزی شد. تونالیسم تاکید بر عناصری همچون ساده‌گرایی، مه، سایه و گرد و غبار دارد. در آثار کشیده‌شده در این سبک معمولاً از رنگمایه‌های تیره و کِدر استفاده می‌شود و اشکال به‌طور طبیعی و به وضوح آشکار نیستند. 
نقاشانی چون جرج اینس، جیمز مک‌نیل ویسلر و آلبرت پینکام رایدر در این سبک نقاشی، آثار برجسته‌ای خلق کرده‌اند.
تونالیسم استرالیایی

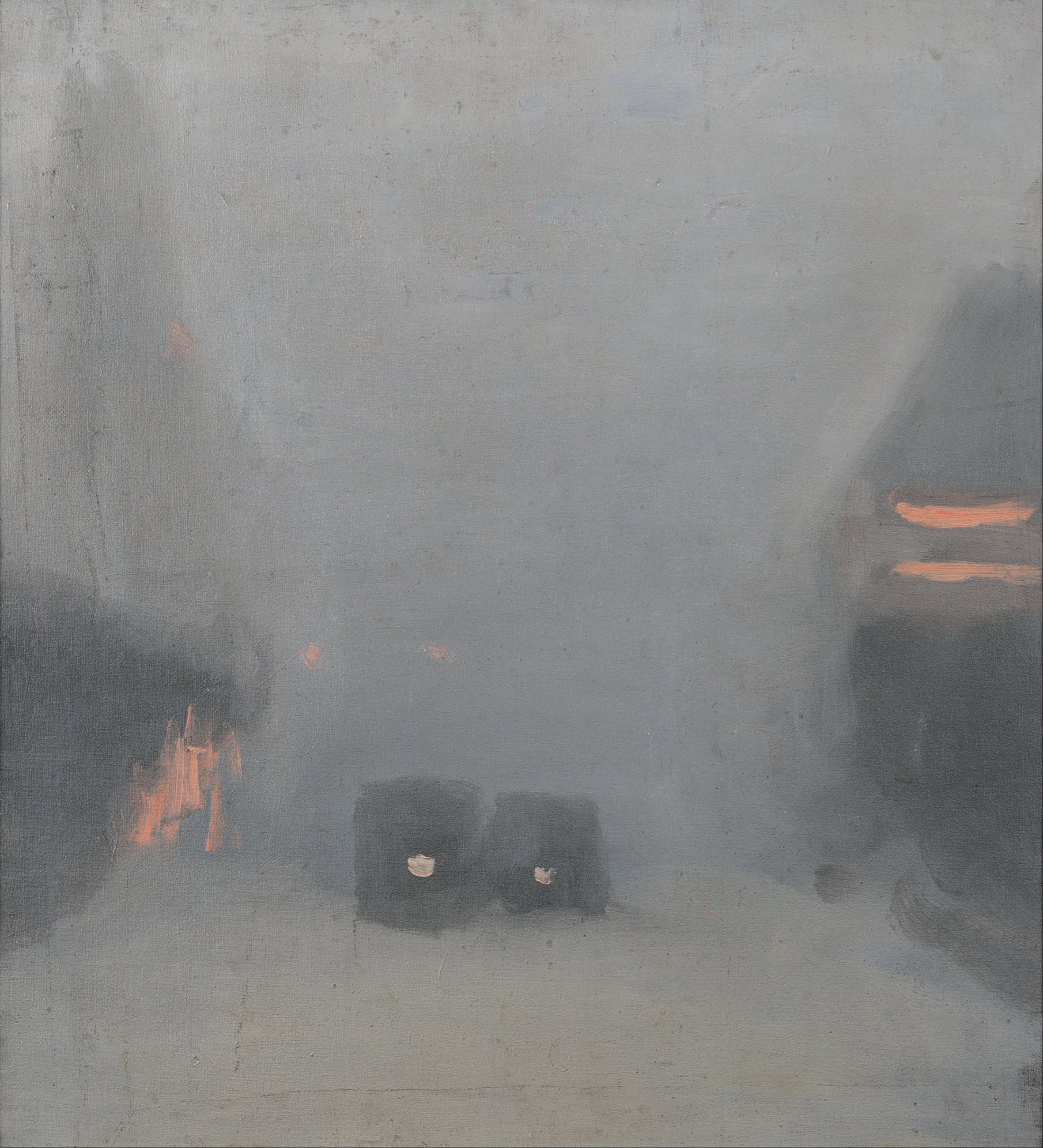
ترامواها حین عبور از کنار هم، اثر کلاریس بِکت به حوالی ۱۹۳۱ میلادی است. این تابلو همانند دیگر آثار بِکت در سبک نقاشی تونالیسم استرالیایی خلق شده‌است.

تونالیسم استرالیایی یک جنبش هنری برگرفته از این سبک نقاشی است که در دههٔ ۱۹۱۰ میلادی در ملبورن به اوج شکوفایی خود رسید. از نقاشان به‌نام این جنبش می‌توان از مکس ملدرام (en)، کلاریس بکت و آلبرت ارنست نیوبری (en) نام برد.